# Плешаново (Оренбургская область)
Плешаново — село в Оренбургской области, административный центр Красногвардейского района и Плешановского сельсовета.

## География
Расположено около берега реки Ток в 57 км от железнодорожной станции Сорочинская (на линии Кинель — Оренбург).

## История
Основано немцами-меннонитами на территориях, купленных земельным обществом у купцов Плеша́нова и Кра́сикова в 1890 году. Коммерсант, купец первой гильдии, ростовский наследственный Почетный гражданин Иван Михайлович Плеша́нов — человек, по фамилии которого село получило своё название.
Административно входило в состав Бузулукского уезда Самарской губернии.

## Население
| 1970 | 1979  | 1989  | 2002  | 2010  | 2021  |
| ---- | ----- | ----- | ----- | ----- | ----- |
| 1117 | ↗2532 | ↗4135 | ↘3767 | ↘3486 | ↘3448 |

По итогам переписи населения 2020 года: башкиры — 46 %, русские — 31,1 %.

## Религия
Мечети
- Мечеть

Православные храмы
- Церковь Богоявления Господня